# サン・マルタ館
座標: 北緯41度54分2秒 東経12度27分12秒 / 北緯41.90056度 東経12.45333度
サン・マルタ館 (サン・マルタかん、羅: Domus Sanctae Marthae, 伊: Casa Santa Marta, 英: Saint Martha's House)は、バチカンのサン・ピエトロ大聖堂に隣接する建築物であり、イタリア語からカーサ・サンタ・マルタとも呼ばれる。第264代ローマ教皇ヨハネ・パウロ2世在位中の1996年に完成し、ベタニアのマルタにちなんで命名された。建物は現在、聖座とともに働く聖職者のための宿泊施設として機能し、新教皇を選出するコンクラーヴェの際には枢機卿団の宿泊所として使われる。
第266代ローマ教皇・フランシスコは2013年のコンクラーヴェで選出されて以降、2025年4月21日に帰天（死去）するまで住居として使用してきた。基本的な調度品を備えた寝室には、木製の十字架とアルゼンチン・ウルグアイ・パラグアイの守護聖人であるルハンの聖母の小さな彫像が置かれている。教皇の寝室の外では2名のスイス傭兵が昼夜シフト制で警備に当たっている。

## 建物と設備
教皇ヨハネ・パウロ2世は、2度のコンクラーヴェ（1978年8月のコンクラーヴェと1978年10月のコンクラーヴェ）に参加した経験から、そのプロセスを高齢の枢機卿にとってより快適で負担の少ないものとするため、サン・マルタ館の建設を決めた。ヨハネ・パウロ2世は、「コンクラーヴェ以外にも、国務省の職員や、可能な限り他の教皇庁の職員にも提供し、教皇との会見や催事、聖座主催の会合のためにバチカンを訪問する枢機卿や司教にも役立つものとする」ことを求めた。実際には民間人も宿泊している。
建設は「近隣の建物からサン・ピエトロ大聖堂が見えなくなる」としてイタリアの環境保護団体や政治家の反対を受けた。これに対してバチカンの技術部門長は「高さは周囲の建物よりも低い」と反論し、バチカンが領域内に建築する権利への挑戦を一蹴した。
建設費は2,000万ドルであったが、うち1,300万ドルはペンシルバニア州ピッツバーグのカジノ主であるジョン・E・コネリーが寄付を申し出た。彼はのちにバチカンの絵画の複製をアメリカ国内で販売する契約を結んでいる。コネリーは彼の事業が資金難に陥ったため当初の約束を果たせず、ピッツバーグ以外にも事業を拡大するのに失敗すると絵画の販売契約も取り消しになった。コネリーは建物の設計にピッツバーグの建築家ルイス・D・アストリノを推薦したが、彼の設計は受け入れられなかった。しかし、設計監督としては留まり、隣接する聖霊礼拝堂を設計している。
礼拝堂はレオ4世の時代に作られた市壁とサン・マルコ館の間に建っている。
5階建ての建物は、106のスイートルームと22の客室、1つのアパートメントからなっており、聖ビンセンシオ・ア・パウロの愛徳姉妹会が運営している。寝室と洗面所、書斎が備えられており、ダイニングの設備や人的サービスも受けられるようになっている。2008年から2009年の間、駐バチカンアメリカ合衆国大使を務めたメアリー・アン・グレンダンは「豪華ではないが、快適である」と感想を述べている。

## 以前の建物
1881年から1896年にかけてコレラが大流行した際、これがローマに迫る恐れがあったことから、1891年に教皇レオ13世はこの場所にサン・マルタ・ホスピスを建てさせた。コレラがローマで猛威を振るうことはなく、建物はその後ローマのボルゴやトランステヴェレ近郊の病者や巡礼者のためのホスピスとして使用された。1901年には電気が供給されるようになり、1902年には礼拝所も併設された。また、聖職者やスイス傭兵への医療も提供されるようになった。第二次世界大戦中には、イタリアと国交を断絶していた国からの難民やユダヤ人、外交官が利用していた。
終戦の際には、教皇ピウス12世が初めて聖餐を受けた800人のローマの子供たちを招いている。
ここは高位聖職者の末期の家ともなり、バチカンに奉職する聖職者たちの住居としても重要性が増していった。

## 過去のコンクラーヴェ
1996年2月22日にヨハネ・パウロ2世が使徒憲章『ウニベルシ・ドミニ・グレギス』（『教皇選挙と使徒座空位について』）を定める以前は、コンクラーヴェの参加者は寝具をローマの神学校から借用して、教皇の公邸であるバチカン宮殿に宿泊していた。参加者はバチカン宮殿に閉じ込められ、宮殿内の各所に設けられた間に合わせの部屋、場合によっては廊下や執務室に寝泊まりしていた。部屋は各枢機卿に抽選で割り振られ、シーツをロープで吊り下げて仕切られていることもしばしばあった。各部屋には十字架と祈祷台、机と1～2脚の椅子が備えられていた。浴室も共用で、10人で共用することもあった。

## コンクラーヴェ
サン・マルタ館は、2005年のコンクラーヴェと2013年のコンクラーヴェの際に利用された。また、教皇フランシスコの帰天に伴う2025年のコンクラーヴェでも、枢機卿団の宿舎として使用された。
慣例に従い、投票権をもつ枢機卿の部屋割りは抽選で決められ、コンクラーヴェの期間は枢機卿を外界から隔絶するという規則に則り、ラジオやテレビ、電話はすべて切断された。また、2025年のコンクラーヴェでは電子的な腕時計も没収品の対象となったが、参加した枢機卿から「時間が分からない」というクレームが続出したことを受けて、電池式の目覚まし時計が大量に用意された。

## 教皇フランシスコの住居として

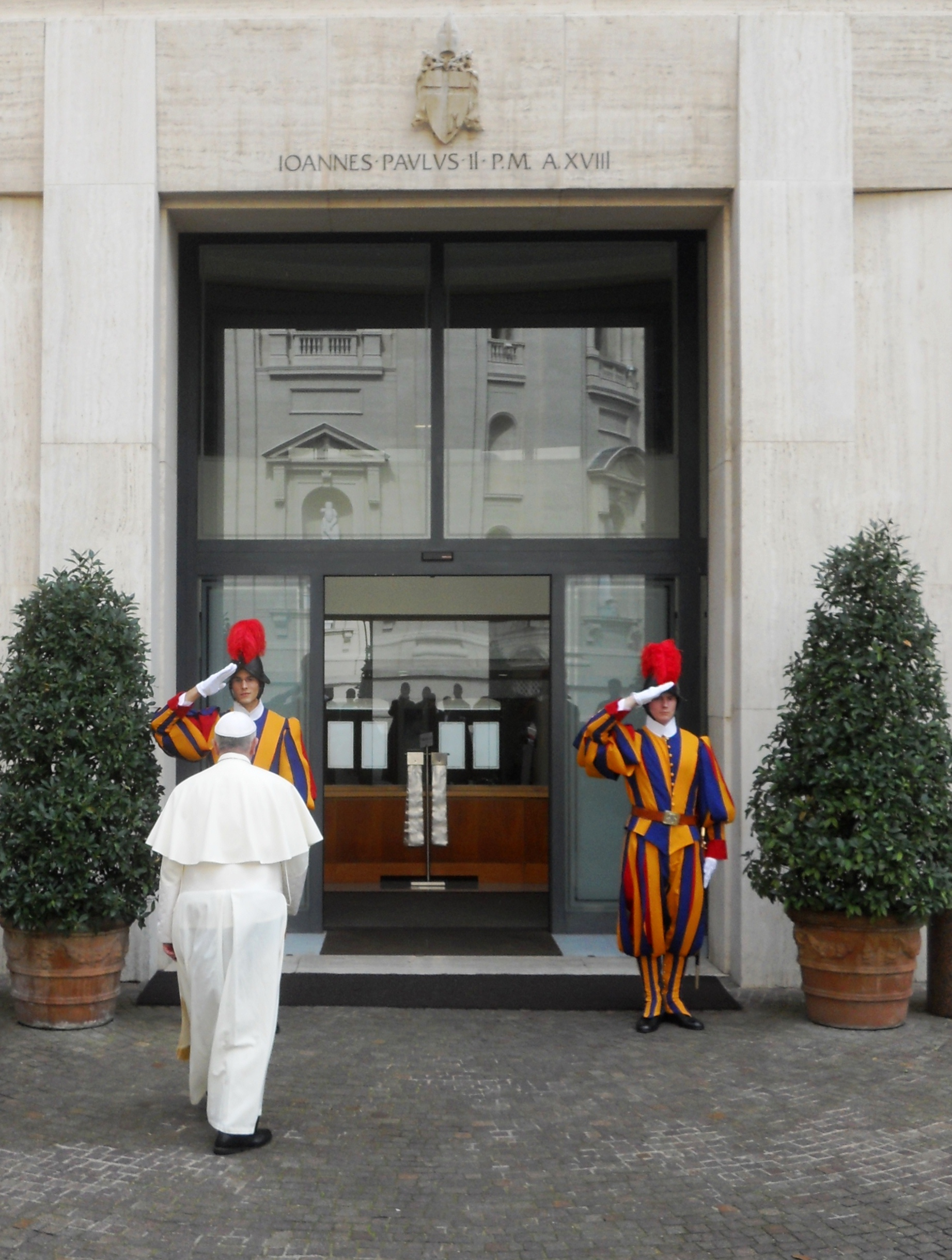
サン・マルタ館に入る教皇フランシスコ

2013年3月26日、バチカンは新教皇のフランシスコがバチカン宮殿の居室に移らず、サン・マルタ館の201号室を居所にすると発表した。そこは、彼自身を選出したコンクラーヴェの際に枢機卿団に割り振られた残りの部屋のうち最初の部屋であった。
フランシスコは、ピウス10世が1903年にバチカン宮殿の3階に居室を構えて以来、そこに居住しない最初の教皇となった。彼はそこで眠り、朝の祈りを済ませ、サン・マルタ館の宿泊者と同じ朝食を摂っている。そして、2025年4月21日にサンタ・マルタ館の居宅にて88歳で帰天した。
フランシスコはイタリアの雑誌「シビルタ・カットリカ」に次のように語っている。
「バチカン宮殿の居室は豪華ではありません。部屋は広く、趣味のよい造りですが、豪華ではありません。ただ、結局のところ上下逆さまの漏斗のようなもので、中は広いけれど入り口が狭いのです。入れるのは一人だけですが、私は一人では生きられません。私は他の人たちと共に生きるのです。」